# تاكيشي مياموتو
تاكيشي مياموتو (بالكانا:みやもと たけし) هو سياسي ياباني، ولد في 25 ديسمبر 1959 في اليابان. حزبياً، نشط في الحزب الشيوعي الياباني. في الانتخابات العامة اليابانية 2017، انتخب عضو مجلس النواب من اليابان عن دائرة Kinki proportional representation block ‏ وقد انضم خلال فترته النيابية ‏ (22 أكتوبر 2017 – ) للكتلة البرلمانية الحزب الشيوعي الياباني وانتخب عضو مجلس النواب من اليابان وقد انضم خلال فترته النيابية ‏ للكتلة البرلمانية الحزب الشيوعي الياباني.

## وصلات خارجية
- الموقع الرسمي